# Szulc (herb szlachecki)

Szulc – polski herb szlachecki z nobilitacji.
Opis z wykorzystaniem zasad blazonowania, zaproponowanych przez Alfreda Znamierowskiego: w polu czerwonym ramię zbrojne, srebrne, trzymające takąż włócznię, na której korona złota, między trzema takimiż gwiazdami (1 i 2). Klejnot nieznany. Labry czerwone, podbite srebrem.
Nadany Kasprowi, Baltazarowi i Danielowi Szulcom 6 czerwca 1550.
Ponieważ herb Szulc był herbem własnym, prawo do posługiwania się nim przysługuje tylko jednemu rodowi herbownemu: Szulc.